# Lubomirka
Lubomirka (do 2001 roku Lubomirska) – wieś w Polsce położona w województwie lubelskim, w powiecie opolskim, w gminie Wilków.
W latach 1975–1998 miejscowość należała administracyjnie do ówczesnego województwa lubelskiego.
Wieś stanowi sołectwo gminy Wilków.

## Historia
Wieś odnotowana w Słowniku geograficznym Królestwa Polskiego z roku 1884 w gminie Szczekarków i parafii Opole. W roku 1827 spisana jako Lubomierka posiadała 14 domów i 89 mieszkańców. Ujęta w spisie Zinberga z roku 1872 w cz.1 str.338.
Nazwa wsi pochodzi od nazwy osobowej Lubomirski z sufiksem ~ka z jednoczesnym ucięciem -ski w podstawie. Lubomirscy mieli posiadłości w okolicach Opola Lubelskiego.